# 긴 밤(Endless Night)
앨범 긴 밤 (Endless Night) - SM STATION
- 아티스트	김민종
- 보컬 김민종
- 작사 김민종 , 모쿠슈라(CLEF) , 하승민(CLEF) , 정상욱(CLEF) , CLEF CREW
- 작곡 모쿠슈라(CLEF) , 하승민(CLEF) , 정상욱(CLEF) , CLEF CREW
- 편곡 모쿠슈라(CLEF)
- 재생 시간	03:48
- 수록곡

1 긴 밤 (Endless Night)
2 긴 밤 (Endless Night) (Inst.)